# 前缘延伸
前缘延伸（英語：leading-edge extension，简称）是飞行器机翼前缘向前延伸的部件，主要用于改善大迎角与低空速时的气流，以控制、延缓失速现象。

各类机翼前缘延伸

前缘延伸包括前缘缝翼、前缘锯齿（dogtooth）、前缘翻边（leading edge cuff）、前缘根部延伸（leading-edge root extension）等种类。
- 空客A318-100的前缘缝翼
- 霍克猎手战斗机的前缘锯齿
- AA-1 Yankee的下垂前缘翻边
- F/A-18的前缘根部延伸（LERX）